# 937.
◄ | 9. stoljeće | 10. stoljeće | 11. stoljeće | ►
◄ | 900-ih | 910-ih | 920-ih | 930-ih | 940-ih | 950-ih | 960-ih | ►
◄◄ | ◄ | 934. | 935. | 936. | 937. | 938. | 939. | 940. | ► | ►►
Astronomija • Književnost • Kršćanstvo • Pravo • Promet

## Smrti
- David II. od Iberije, naslovni kralj Iberije/Kartlije

## Vanjske poveznice
|  | Zajednički poslužitelj ima još gradiva o temi 937. |